# Gnamptogenys schmitti
Gnamptogenys schmitti é uma espécie de formiga do gênero Gnamptogenys.